# 이중 함정
《이중 함정》(영어: The Star Chamber)은 미국에서 제작된 피터 하이엄스 감독의 1983년 범죄 스릴러 영화이다. 마이클 더글러스 등이 출연하였고, 프랭크 여블란스 등이 제작에 참여하였다. 제목은 15-17세기의 영국 법정인 성실청에서 따왔다.

## 줄거리
이상주의자인 젊은 로스앤젤레스 판사 스티븐 하딘은 절차상 문제에 의거해 명백한 무법자들이 풀려나게 만드는 무능한 법 체계에 극히 실망한다. 그의 심정을 알게 된 동료 벤저민은 스티븐에게 정의가 구현되지 않은 사건에 암살자를 써서 자경 행위를 실천하고 있는 판사들의 비밀 집단인 현대판 성실청(Star Chamber)을 소개한다.

## 출연진
- 마이클 더글러스
- 핼 홀브룩
- 야펫 코토
- 샤론 글레스
- 제임스 B. 시킹
- 조 레갈부토
- 데이비드 포스티노
- 래리 행킨
- 딕 앤서니 윌리엄스
- 데이비드 프로발
- 마이클 엔사인
- 제이슨 버나드
- 다이애나 더글러스
- 프랜시스 버건
- 로버트 코스탠조
- 찰스 핼러핸

## 기타 제작진
- 미술: 빌 맬리